# Estación de Buttes Chaumont
Buttes Chaumont es una estación de la línea 7 bis del metro de París situada en el XIX Distrito de la ciudad. Debe su nombre al cercano parque des Buttes-Chaumont.

## Historia
Fue inaugurada el 13 de febrero de 1912 como parte de un ramal de la línea 7, hasta que el 3 de diciembre de 1967, fue adjudicada a la línea 7 bis.

## Descripción
La estación, una de las más profundas de la red, ya que se encuentra a 25 metros bajo tierra, se compone de dos bóveda diferenciadas cada una con un andén lateral y una vía. Ambas están revestidas con azulejos blancos biselados. 
Su iluminación ha sido renovada empleando el modelo vagues (olas) con estructuras casi adheridas a la bóveda que sobrevuelan ambos andenes proyectando la luz en varias direcciones.
La señalización por su parte usa la moderna tipografía Parisine donde el nombre de la estación aparece en letras blancas sobre un panel metálico de color azul.
Por último, los asientos de la estación son amarillos, individualizados y de estilo Motte.